# 記念樹 (あっぱれ学園生徒一同の曲)
『記念樹』（きねんじゅ）は、1992年に発表された合唱曲である。作詞者は天野滋、作曲者は服部克久である。ただし、小林亜星が作曲した『どこまでも行こう』（1966年発表）の盗作であるとし、2003年に確定した司法判断（記念樹事件）によって、同曲を服部が編曲した作品であると認定された。

## 概要
フジテレビで放送されていたバラエティー番組『あっぱれさんま大先生』のエンディングテーマとして制作され、2002年9月1日放送分まで使用された。オリジナル歌手は「あっぱれ学園生徒一同」（なお、1996年に同番組が『やっぱりさんま大先生』にリニューアルして以降は「あっぱれ学園卒業生一同」とクレジット）。後述の事件が決着する前は、卒業ソングとして小学校などの卒業式で歌われていた。
本楽曲が初めて収録されたメディアは、1992年12月2日に発売されたアルバム『「あっぱれさんま大先生」キャンパスソング集』（ポニーキャニオン）である。1993年2月19日には、あっぱれ学園生徒一同のシングル『夏休み冬休み春休み』（ポニーキャニオン）のカップリング曲としてシングルカットされた。
歌詞の内容の大意は、校庭の隅に植えた記念樹を主題として将来つらいときや泣きたいときがあったとしても、子供のころの楽しい記憶を思い出して笑っていこう、というものである。

## カバーした歌手
- 森の木児童合唱団（2002年、『こどものうた(3) いつも何度でも・小さな世界』（KEEP/コロムビアミュージックエンタテインメント、規格品番：FGS-283）収録。記念樹事件に係る判決が確定した後に、同題で同曲を林アキラの「大きな古時計」に差し替えた盤（規格品番はFGS-283Aに変更）が発売され、FGS-283は生産中止となっている）
- ひまわりキッズ（2002年、『旅立ちの日に〜卒業式に歌われる子どものうた〜』（キングレコード）収録。記念樹事件に係る判決が確定した後に、同曲をタンポポ児童合唱団の「さようなら」に差し替えた『新盤 旅立ちの日に〜卒業式に歌われる子どものうた〜』が発売され、『旅立ちの日に…』は生産中止となっている）

## 著作権を巡って
著作権を巡って「どこまでも行こう」を作曲した小林が服部を盗作であると訴えた。両者の意見は平行線を辿り裁判にまで発展したが、最終的には小林の主張が認められた。
その結果、小林はそれまで小学校の卒業式などで合唱曲として唄われてきた『記念樹』を唄わないで欲しいと自粛を要請し、原盤権保有者のフジパシフィック音楽出版（現・フジパシフィックミュージック）が日本音楽著作権協会（JASRAC）から作品を削除したため、JASRACの許諾を基にしていたCD・楽譜への収載、通信カラオケや有線放送配信はすべて取りやめられた。